# Eragrostiella brachyphylla
Eragrostiella brachyphylla är en gräsart som först beskrevs av Otto Stapf, och fick sitt nu gällande namn av Norman Loftus Bor. Eragrostiella brachyphylla ingår i släktet Eragrostiella och familjen gräs. Inga underarter finns listade i Catalogue of Life.